# 신장 (역사적 지역)

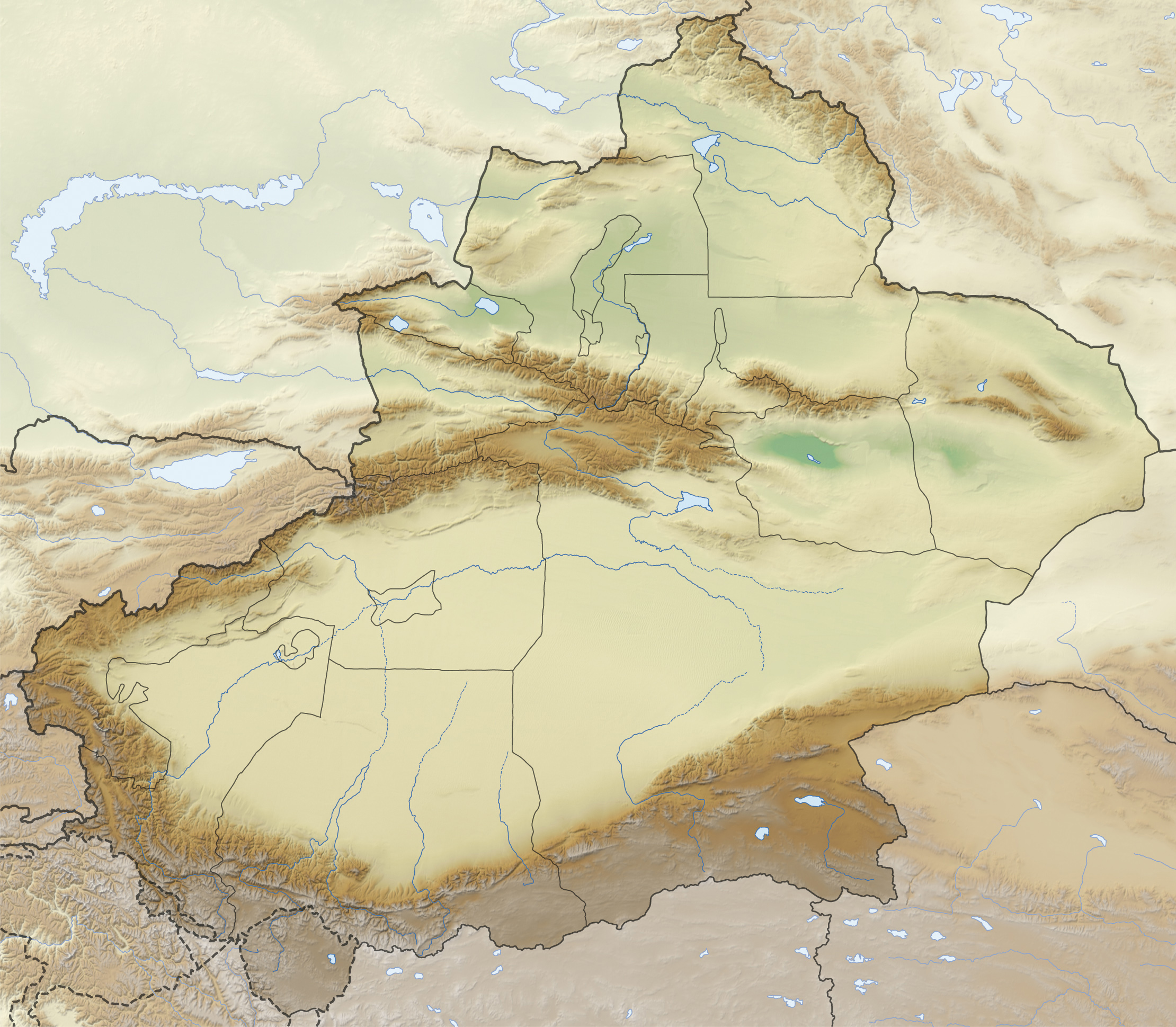

신강(新疆)이란 내륙아시아의 동경 73도 5분-동경 96도 4분, 북위 35도 5분-북위 49도 사이의 면적 1,660,000 평방킬로미터에 달하는 지역의 지명이다. 현재는 행정기구로서 중화인민공화국의 신장 위구르 자치구가 설치되어 있다. 고중세에는 한자문화권에서 서역(西域)이라고 불렀다.
"신강"이라는 한자 낱말은 "새로운(신) 강역(영토)"이라는 뜻으로, 청나라의 만주족가 새로이 정복한 땅을 일컬은 일반명사였다(예: 운남의 운남신강, 광서의 광서신강 등). 청이 18세기 중반에 이 지역의 준가르와 야르칸드 칸국을 멸망시킨 뒤 같은 작명법으로 "서역신강"을 설치했다. 청이 망조가 든 19세기 이후에는 여러 차례 무슬림 반란이 일어났고, 서튀르케스탄 출신 모험가 야쿱 벡에 의해 일시적으로 통일, 청에서 이탈하기도 했다. 1884년 야쿱 벡 세력을 진압한 청은 그전까지 번부였던 서역신강에 직할행정기구를 설치하고 그 이름을 신강성이라고 했다. 그 이름이 중화민국과 중화인민공화국을 거쳐 현재까지 지속되고 있다.
이 지역의 원주민인 튀르크계 민족에게 "신강"은 이민족인 한족의 언어이며, 그 의미에서부터 식민주의적 함의를 가지고 있다. 튀르크족 입장에서 이 지역을 부르는 이름은 동튀르케스탄이다. 동튀르케스탄 독립운동의 존재로 인해 중국에서 "동튀르케스탄"이라는 이름은 금기시된다. 즉 정치적 입장에 따라 다르게 부르는 것일 뿐 신강과 동튀르케스탄은 본질적으로 같다.